# Hyperthaema reducta
Hyperthaema reducta là một loài bướm đêm thuộc phân họ Arctiinae, họ Erebidae.